# 小久保隆
小久保 隆（こくぼ たかし、Takashi Kokubo、1956年 - ）は、日本の環境音楽家、音環境デザイナー、メディア・プロデューサー、株式会社スタジオ・イオン代表取締役。主に環境音楽や時報用音楽などを製作している。

## 概要
代表作として、携帯電話の緊急地震速報のアラーム音、電子マネー「iD」の決済音がある。
プロレスラーのタイガー・ジェット・シンの入場テーマ『サーベル・タイガー』の作曲者である。
小久保の作品が収録されているコンピレーション・アルバム「Kankyo Ongaku – Japanese Ambient, Environmental & New Age Music 1980–1990」は、2020年に開催された『第62回グラミー賞』にノミネートされた 。
坂本龍一を始めとする多くのミュージシャンとコラボレーションしている。

## 主な作品
| 年     | タイトル                                   | レーベル                     |
| ------ | ------------------------------------------ | ---------------------------- |
| 1990年 | ガイアの目覚め - GAIA                      | 八幡書店                     |
| 1993年 | 風のオアシス - 森と水の物語-               | スタジオ・イオン（テイチク） |
| 1994年 | ギガ                                       | 八幡書店                     |
| 1998年 | ミネラル・サウンド・ミュージック・シリーズ | 日本コロムビア               |
| 2001年 | 水のほほえみ                               | スタジオ・イオン             |
| 2007年 | クワイエット・コンフォート                 | スタジオ・イオン             |